# تنام أسود التاج
تنام أسود التاج (الاسم العلمي: Crypturellus atrocapillus) هو نوع من الطيور يتبع جنس التنام مخفي الذيل من فصيلة التنامية.